# واينا كاباك

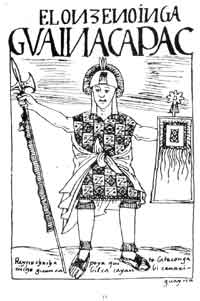
واينا كاباك

واينا كاباك أو هواينا كاباك (بالأسبانية Huayna Capac) (بلغة الكيتشوا Wayna Qhapaq) أحد أباطرة الإنكا وأصغر أبناء الزوجة الرئيسية لتوبا إنكا والذي خلفه عام 1493. وكان قد بدأ حكمه بشكل سلمي بعد عدة مشاكل على الوراثة ثم بدأ حملاته واحتل تشاتشابويا ثم غرب البيرو وشمال الإكوادور ولاحقا رجع على موطنه بعد علمه أن وباء اجتاح العاصمة كوزكو وهو على الأغلب الجدري أو الحصبة اللذان أتى بهما الأوروبيون، ثم مات بعد تعرضه للوباء حوالي العام 1525 ولكن بعض الباحثين يرون أنه تاريخ وفاته العام 1530 لكن تم تقديمه لتشريع حكم ابنه واسكار.